# 1002
1002 (MII) je bilo navadno leto, ki se je po julijanskem koledarju začelo na četrtek.

## Dogodki

### Slovenija
- junij - Novi nemški kralj Henrik II. vrne vojvodino Koroško wormškemu vojvodi Otonu I., ki se je v zameno odpovedal potegovanju za naslov nemškega kralja.

### Evropa
- 23. januar - Ponoven poskus rimsko-nemškega cesarja Otona III., da bi zavzel uporni Rim, se konča klavrno. Cesar nekaj dni po spodleteli akciji umre star komaj 22 let. Ker ne zapusti direktnega moškega nasledstva, se vname spor, v katerem zmaga Henrik II..
  - Po smrti Otona III. se v Rim vrne papež Silvester II. 1003 ↔
- 30. april - Umrlega meinssenškega mejnega grofa Ekarta I. nasledi mlajši brat Gunzelin Meinssenški.
- 7. junij - Henrik II. Sveti nasledi Otona III. kot kralj Nemčije. Čeprav večina nemškega plemstva zavrača Henrikove pobude, da bi ga kronali za nemškega kralja. Ker je imel tesne vezi z Otonsko dinastijo, ga večina plemstva navsezadnje podpre.↓
- 9. julij -  Mainz: kronanje Henrika II. za kralja Nemčije (oz. kralja Romanov).
- 13. november - Pokol na dan sv. Bricea: angleški kralj Ethelred Nepripravljeni izda ukaz o poboju vseh Dancev v Angliji.↓
- → Po smrti soproge Elfgifu Yorške se Ethelred poroči z normansko princeso Emo, hčerko vojvode Riharda Neustrašnega.
- Italijanski mejni grof Ivreje Arduin se po Otonovi smrti razglasi za kralja Italije.
- Začetek nemško-poljske vojne (1002-18) med rimsko-nemškim cesarjem Henrikom II. in poljskim vojvodo Boleslavom Hrabrim. Povod je bil poskus atantata na Boleslava, za katerega sicer ne obstajajo dokazi, da ga je načrtoval Henrik, a je zanesljivo, da so storilci ostali nekaznovani. Razlog za vojno je poljska okupacija Lužic, ki so del rimsko-nemškega cesarstva.
- Podložniki odstavijo nesposobnega češkega vojvodo Boleslava III. Nasledi ga še bolj nesposobni Vladivoj, ki je akuten alkoholik. 1003↔
- Bitka pri Calatañazorju: krščanska armada pod vodstvom Kastilije in Leona premaga muslimanske sile Kordobskega kalifata.
- Umrlega burgundskega vojvodo Oton-Henrika nasledi pastorek Oton-Viljem
- Biran Boru postane (nad)kralj Irske. Tisti čas si je Irsko delilo najmanj 150 žepnih kraljevin, poseljevalo pa okoli pol milijona prebivalcev keltskega in vikinškega porekla.

## Rojstva
- 21. junij – papež Leon IX. († 1054)
- Mei Yaochen, kitajski pesnik († 1060)
- Nikefor III. Botanijat, bizantinski cesar († 1081)

## Smrti
- 23. januar - Oton III., rimsko-nemški cesar (* 980)
- 30. april - Ekart I., mejni grof Meissena
- 10. avgust - Al-Mansur, vojskovodja Kordobskega kalifata in regent (* 939)
- Elfgifu Yorška, angleška kraljica, soproga Ethelreda Nepripravljenega (* 970)
- Oton-Henrik, burgundski vojvoda (* 946)